# 원산루씨고등여학교
원산루씨고등여학교(元山樓氏女學校)는 대한제국 시기인 1903년 함경남도 원산에 설립된 감리교 계열의 근대 여성교육 기관이다.
학교명의 '루씨'는 학교 건축비를 기부한 미국인 선교사인 노스캐롤라이나교회 여선교회 회장 루시 커닝김(Lucy Armfield Cuninggim, 1838~1908)에서 따온 것이다. 동해 바다가 내려다보이는 언덕에 화강암으로 지은 교사가 아름답기로 유명했다. 학교의 상징은 신약성서 갈라디아서에서 성령의 열매로 나오는 "사랑·희락(喜樂)·화평·참음·자비·양선(良善)·충성·온유·절제"를 상징하는 9개의 포도송이였다.
상대적으로 척박한 함경남도 지역의 근대 교육에 많은 영향을 끼친 학교이다. 《상록수》의 주인공인 최용신이 이 학교 졸업생인 것으로도 잘 알려져 있다.
조선민주주의인민공화국 정부 수립을 전후하여 제3여중으로 개칭되고 교사 이전 요구도 있었던 것으로 전해지며, 이후의 학교 현황은 알려지지 않았다. 2003년에 서울에서 개교 100주년 행사가 열리기도 했다.

## 연혁
- 1903년 : 미국인 선교사 캐롤과 놀레스에 의해 창립
- 1907년 : 루씨건닝금학교로 명명
- 1909년 : 보통과 제1회 졸업생 배출
- 1913년 : 조선총독부의 사립학교 인가
- 1913년 : 고등과 설치
- 1925년 : 루씨여자고등보통학교로 인가
- 1938년 : 루씨고등여학교로 개칭
- 1942년 : 미나도(港)고등여학교로 개칭
- 1945년 : 원산루씨고등여학교로 환원

## 유명 졸업생
- 최용신 - 교육가, 농촌운동가
- 신카나리아 - 가수 (중퇴)
- 최경자 - 패션 디자이너
- 김자경 - 성악가
- 이선희 - 소설가

## 같이 보기
- 루씨여자고등보통학교 여자 정구단